# Calligaria
Calligaria es una curazia situada en el castello (municipio) de Faetano (San Marino).